# Saint-Vaast-lès-Mello

Saint-Vaast-lès-Mello este o comună în departamentul Oise, Franța. În 1 ianuarie 2022 avea o populație de 1.009 de locuitori.